# اریش ملر
اریش ملر (انگلیسی: Erich Möller؛ ۳ مه ۱۹۰۵ – ۲۴ مه ۱۹۶۴) ورزشکار دوچرخه‌سواری اهل آلمان بود.
وی در مسابقات کشوری و بین‌المللی در مجموع برندهٔ ۱ مدال طلا، ۱ مدال نقره، ۱ مدال برنز شده‌است.